# Ellen Hunter
Ellen Hunter es una ciclista competitiva paralímpica británica. También se desempeña como piloto tandem para Aileen McGlynn.

## Biografía
Se rompió la espalda en un accidente de ciclismo en el Women's Omnium en Herne Hill Velodrome, y le dijeron que nunca volvería a pedalear, pasó seis semanas en el hospital.
Conoció a su esposo Paul a través del ciclismo, y ambos fueron seleccionados para viajar como pilotos para ciclistas con discapacidad visual en los Juegos Paralímpicos de 2004 en Atenas, como parte del equipo británico de ciclismo.
Vive con su esposo y sus dos hijos en Penryn, Cornwall.
Fue nombrada Oficial de la Orden del Imperio Británico (OBE) en los honores de Año Nuevo 2009.

## Carrera
Hunter y McGlynn rompieron el récord mundial en tándem de 200 metros femeninos en abril de 2004.
En el Campeonato Mundial de ciclismo en pista IPC 2006 en Aigle, Suiza, ganaron el oro en el Tándem Kilo (VI), estableciendo un récord mundial de 1: 10.795 en el proceso y ganando un Maillot arcoíris para Gales, clasificando como 17 entre 33 competidores masculinos.
Hunter y McGlynn, entrenadas  por Barney Storey, una vez más rompieron el récord mundial en el Campeonato Mundial de ciclismo en la UCI en Mánchester, en un tiempo de 1: 10.381, pero a pesar de eso no lograron una posición en el podio.

## Palmarés
2004
Primer lugar en Tándem Kilo (B 1-3), Paralímpicos 2004
Segundo lugar en Tándem Sprint femenino (B 1-3), Paralímpicos 2004
2006
Primer lugar en Tándem sprint, VISA Paralympic World Cup (B/VI femenino)
Cuarto lugar British National Tandem Sprint Championships (junto a Joby Ingram-Dodd)
2007
Primer lugar en Tándem sprint, VISA Paralympic World Cup (B/VI femenino)